# سانته گایاردونی
سانته گایاردونی (ایتالیایی: Sante Gaiardoni؛ زادهٔ ۲۹ ژوئن ۱۹۳۹) دوچرخه‌سوار اهل ایتالیا است.
وی در مسابقات کشوری و بین‌المللی در مجموع برندهٔ ۴ مدال طلا، ۴ مدال نقره، ۲ مدال برنز شده‌است.